# 見城尚志
見城 尚志（けんじょう たかし、1940年 - ）は、日本の工学者、精密小型モーター開発のエンジニア。ニデックモーター基礎研究所名誉所長。ニデック技術顧問。工学博士（東北大学）。

## 経歴
1940年、静岡市に生まれる。1958年、静岡県立静岡高等学校卒業。1964年、東北大学大学院工学専攻科修士課程修了。同年、TEAC入社。磁気記録機器用精密小型モータの設計と研究を開始。1965年、職業訓練大学校常勤講師。1966年より学生の指導を始める。最初の学生の中に永守重信がいた。1970年、東北大学より交流モータの回転電気機械の電磁界理論で工学博士。1971年、職業訓練大学校助教授。1976年、ロンドンで開かれた世界最初の小型モータ学会に出席。1980年、イリノイ大学でのシンポジウム Incremental motion systems and devicesに Microprocessor control self-optimization drive of a step motor を発表したことをきっかけに、高橋久と教育用モータコントローラ Kentac Series の開発プロジェクトを始める。1981年、職業訓練大学校教授。1995年ごろより、小型軽量ブラシレスモータを使って機械的にしなやかなメカニズムを安定に制御するための研究を行う。2001年、IEEE Transaction on Education に Developing educational software for mechatronics simulation を発表。2005年、職業能力開発総合大学校定年退職、日本電産モーター基礎研究所所長、性能において世界No.1のブラシレスモータの開発を宣言、2010年のF5B世界チャンピオン戦で目標達成。2007年、日本電産モーター基礎研究所名誉所長。2012年、Nidec Technical Adviser 。

## 著書
- 『Spacetime geometry of relativity ; extending pythagorean theorem』Takashi Kenjo, Shigeru Sano著　World Scientific Publishing Co. Pte. Ltd.　2025
- 『幾何で見える必ずわかる一般相対性理論』 見城尚志, 佐野茂 著 技術評論社 2022.10
- 『メカトロニクスのモーター技術』 見城尚志, 佐渡友茂 著 技術評論社 2020.4
- 『最新小型モータが一番わかる : 基本からACモータの活用まで』 見城尚志, 簡明扶, 陳正虎 共著 技術評論社 2013.4
- 『SRモータ = Switched Reluctance Motors』 日刊工業新聞社 2012.10
- 『使いこなすDCモータ技術』 日刊工業新聞社 2008.11
- 『イラスト・図解最新小型モータのすべてがわかる』 見城尚志, 佐渡友茂, 木村玄 著 技術評論社 2006.2
- 『ピタゴラスの定理でわかる相対性理論 : 時空の謎を解く双曲幾何』 見城尚志, 佐野茂 著 技術評論社 2006.10
- 『電気回路入門講座 : オームの法則からパワーエレクトロニクスを睨んだ電装設計まで』 電波新聞社 2006.10
- 『電子回路入門講座 : アナログ・ディジタルからセンサ・制御回路まで』 見城尚志, 高橋久 著 電波新聞社 2003.10
- 『実験とシミュレーションで学ぶモータ制御』 見城尚志, 高橋久, 他 著 日刊工業新聞社 2001
- 『新・ブラシレスモータ』 総合電子出版社 2000
- 『図解・わかる電気と電子』 講談社ブルーバックス 1999.4
- 『図解・わかるオペアンプ回路』 見城尚志, 高橋久, 加藤肇 総合電子出版社 1997.5
- 『図解・できるパソコン接続 解決ハンドブック』 加藤肇, 見城尚志, 高橋久 講談社ブルーバックス 1996.10
- 『図解・わかる電子回路』 加藤肇 見城尚志, 高橋久 講談社ブルーバックス 1995.9
- 『Japan's winning margins:management,training,and education』Lorriman, John　見城尚志　Oxford University Press 1994
- 『Power electronics for the microprocessor age』 Oxford University Press 1990
- 『Permanent-magnet and brushless DC motors』 Oxford University Press 1985
- 『Stepping motors and their microprocessor controls』 Oxford University Press 1984
- 『電子機器用精密小形モータ』 総合電子出版社 1977
- 『メカトロニクスのためのDCサーボモータ』 総合電子出版社 1977